# درکه (صحنه)
درکه (صحنه)، روستایی از توابع بخش مرکزی شهرستان صحنه در استان کرمانشاه ایران است.
در این روستا مردمان زیادی زندگی میکنند و بیشتر جمعیت روستا را کشاورزان تشکیل میدهند در این روستا یک سد زیبا قرار دارد و باغ های زیادی در دامنه کوه های آن است

## جمعیت
این روستا در دهستان صحنه قرار دارد و براساس سرشماری مرکز آمار ایران در سال ۱۳۸۵، جمعیت آن ۹۰۴ نفر (۲۱۵خانوار) بوده‌است.شغل ساکنان این روستا کشاورزی و دامپروری است.